# فرانسیس کاولی
فرانسیس کاولی (انگلیسی: Francis Cowley؛ زادهٔ ۲۸ نوامبر ۱۹۵۷) بازیکن فوتبال اهل بریتانیا است.
از باشگاه‌هایی که در آن بازی کرده‌است می‌توان به باشگاه فوتبال دربی کانتی، باشگاه فوتبال دارتفورد، باشگاه فوتبال توتینگ اند میتچام یونایتد، باشگاه فوتبال ساتون یونایتد، باشگاه فوتبال چلمزفورد سیتی، و باشگاه فوتبال ویمبلدون اشاره کرد.